# 光蜡树
光蠟樹（學名：Fraxinus griffithii），又名白雞油，为木犀科梣属的植物。分布在孟加拉国、印度、日本、台灣、菲律宾、印度尼西亚以及中国大陆的四川、贵州、广西、湖南、云南、福建、湖北、广东、海南等地，生长于海拔100米至2,000米的地区，常生长在村旁、干燥山坡、林缘或河边，常見獨角仙成蟲吸食光臘樹的樹液。

## 俗名
白蠟樹、白雞油、脫皮樹、山苦楝。雞油泛稱材質在刨光後具備光澤質地的樹種，如同上過雞油一般，最早用來指稱櫸木( 榉树 )，後來因為質地相似搭配色澤不同，因而有了白雞油之稱的光蠟樹、紅雞油之稱的榔榆(  )。脫皮樹一名來自其樹皮的雲狀剝落，有如在脫皮一般，因而得名。
在台灣另一種稱呼為白雞油的樹為糙葉樹(  )。

## 形態特徵

### 莖幹
大型半落葉喬木；小枝圓柱狀，微絨毛。

### 葉
葉柄1.5至5.5公分長，無毛；革質葉，以5到7、9片小葉形成奇數羽狀複葉，小葉長橢圓或披針倒卵形，互生，約3到6公分長，1到2.5公分寬；葉尖尖銳，葉基楔形；上下葉表皆無毛，惟遠軸面中脈略有微絨毛；約有7到9對側脈。

### 花
密錐花序，長度大於等於葉序，微絨毛至無毛，苞片橢圓至倒卵形；開白花，花冠四裂；每朵花具兩枚著生於花冠筒上的雄蕊，柱頭二裂；子房上位，兩心皮，每心皮兩胚朱。

### 果
翅果，披針狀篦形，長約2到3公分，先端鈍或凹狀，成熟時為褐色。

## 特性
由於質地堅韌緻密，在雕刻、建築、家具等等應用受到歡迎，亦由於其對於土壤與氣候適應力強，形態優美，常作為人造林、行道樹、防風林、校園植物等用途。同時因其樹液受到獨角仙愛好，因此在夏季常可見受到獨角仙啃咬而留下的垂直食痕，除了獨角仙外亦可看到鍬形蟲、蜂類、金龜子等啃咬能力不比獨角仙的昆蟲來分一杯羹。

## 圖片

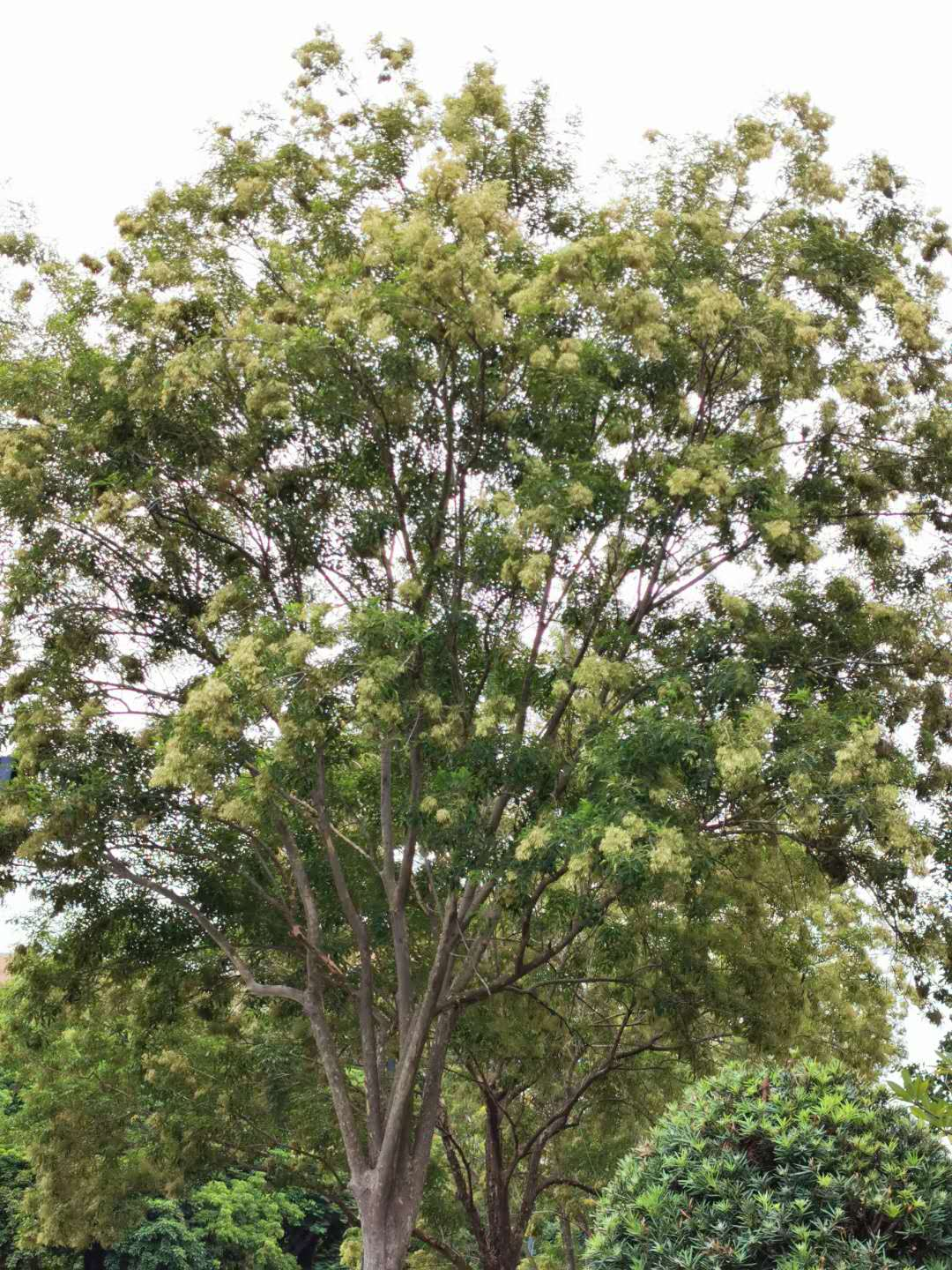
果期
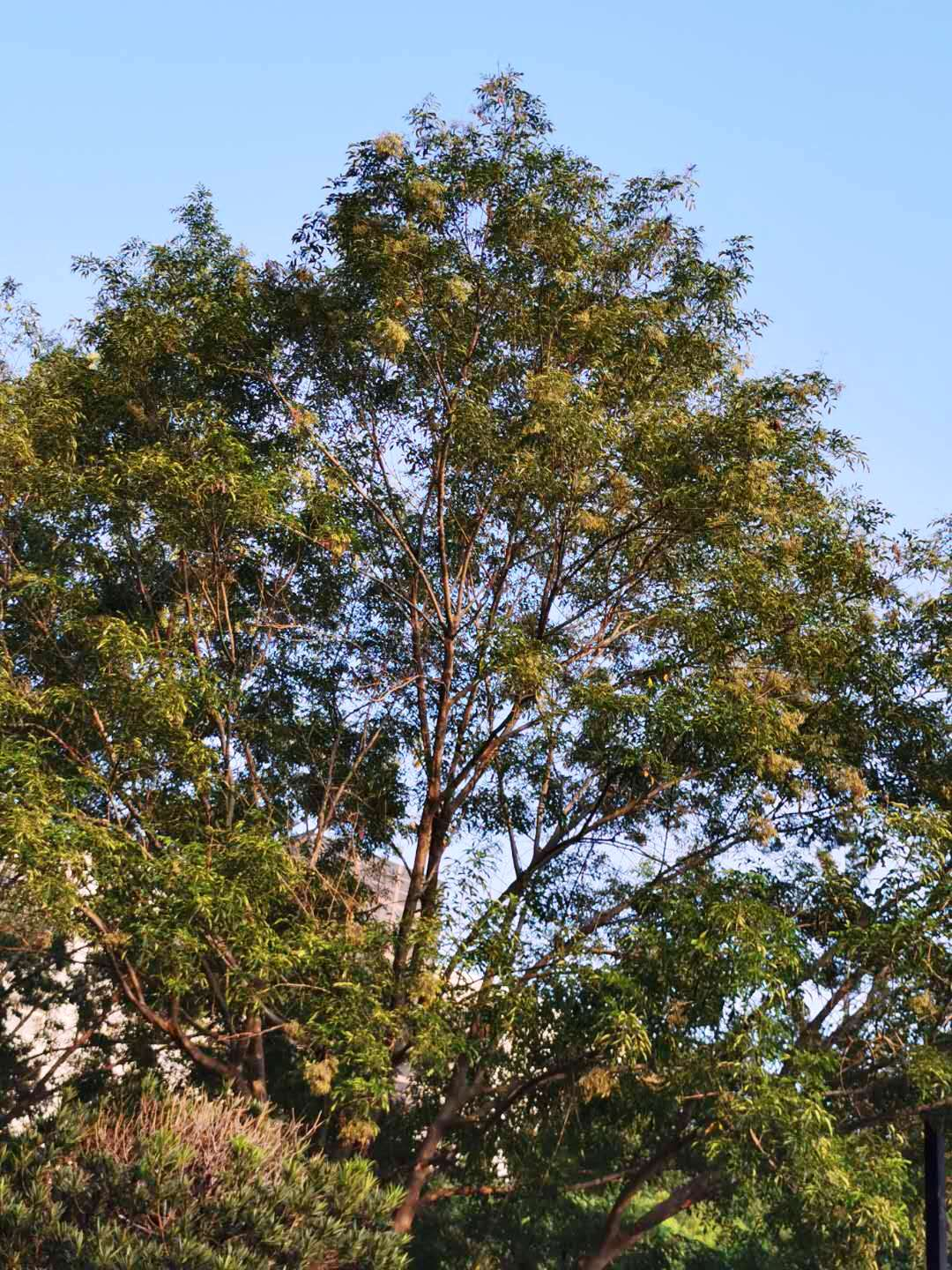
植株
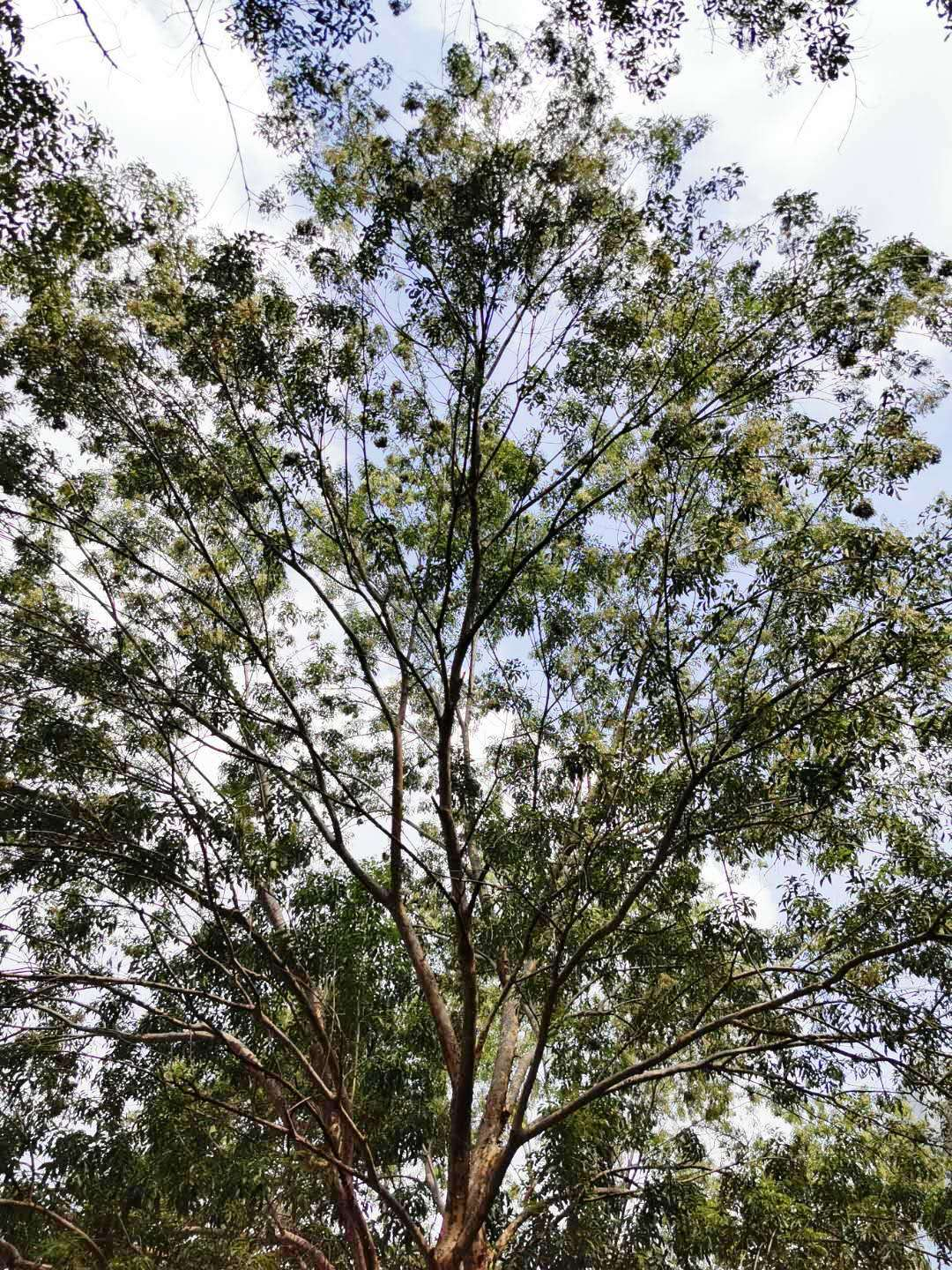
植株
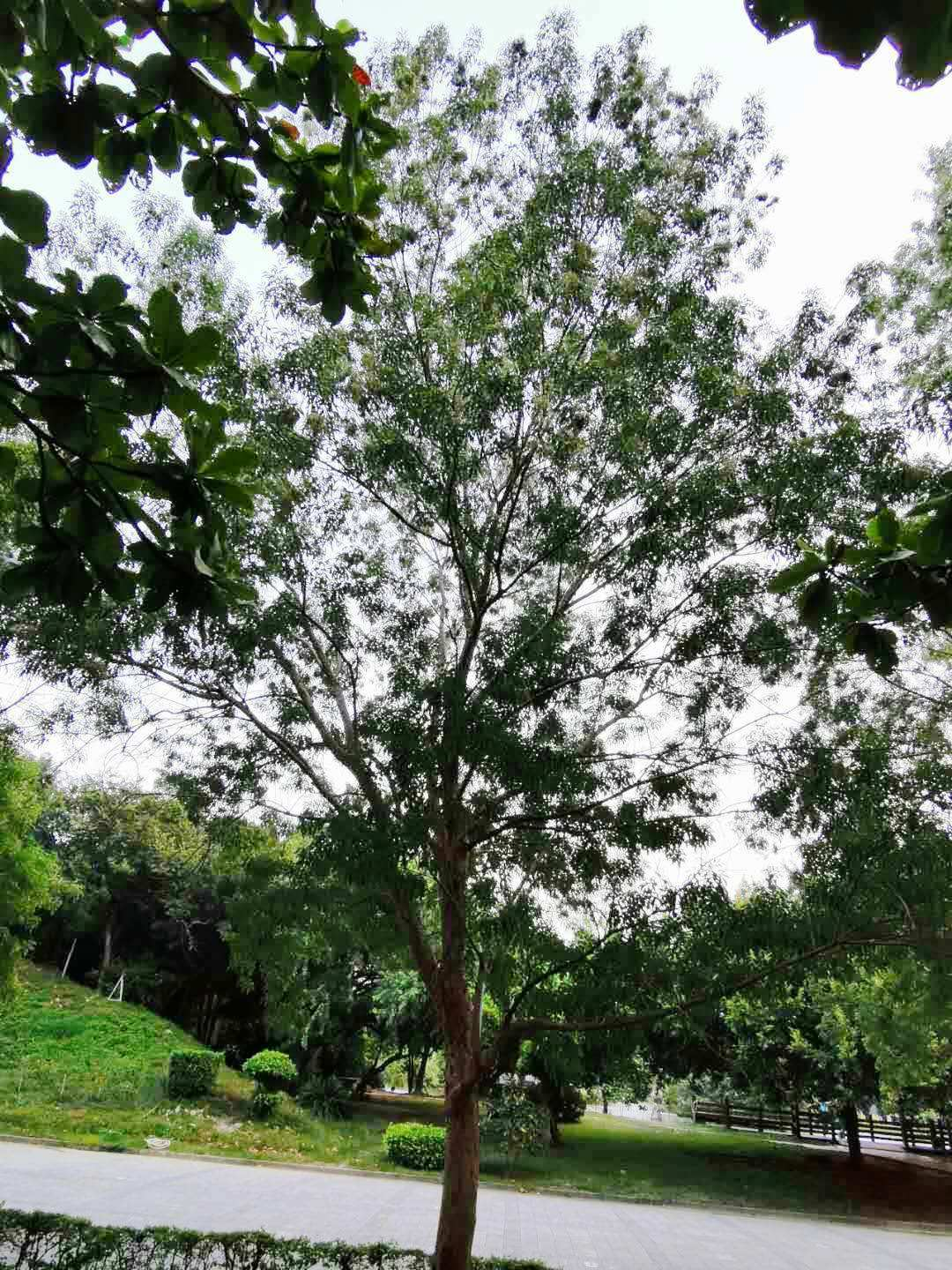
植株